# Stanton Kidd
Stanton Kidd (nacido el 18 de marzo de 1992 en Baltimore, Maryland) es un jugador de baloncesto estadounidense que pertenece a la plantilla de los Shinshu Brave Warriors de la B.League japonesa. Con 2,01 metros de estatura, juega en la posición de alero.

## Trayectoria deportiva
Es un jugador formado a caballo entre las universidades de South Plains, North Carolina Central Eagles y Colorado State Rams. Tras no ser drafteado en 2015, comenzó su carrera profesional en las filas del Limburg United (2015-2016) y más tarde, en la siguiente temporada se marcharía a Alemania para jugar en las filas del  Walter Tigers Tubingen.
En verano de 2017, el especialista en triples firma un gran contrato de 1+1 años con el Darüşşafaka S.K. turco.
En la temporada 2020-21 regresa a Turquía para jugar en el OGM Ormanspor, con el que promedia 13 puntos, 5 rebotes y 2 asistencias por partido.
El 17 de febrero de 2021, firma por el Hapoel Jerusalem B.C. de la Ligat Winner.
En la temporada 2021-22, firma por el Lokomotiv Kuban de la VTB United League.